# Wallers
Wallers [walɛʁs] (ndl.: Wallaar) ist eine französische Stadt mit 5618 Einwohnern (Stand 1. Januar 2022) im Département Nord in der Region Hauts-de-France. Mit ihrem ehemaligen Bergwerk Wallers-Arenberg ist die Stadt von industriegeschichtlicher Bedeutung. Dank der Trouée d’Arenberg, einer wichtigen Passage des Radrennens Paris–Roubaix, besitzt Wallers auch eine über die Industriekultur hinausgehende touristische Bedeutung.

## Lage
Die Stadt Wallers liegt in der ehemaligen Grafschaft Hennegau im Nordfranzösischen Kohlerevier und im Regionalen Naturpark Scarpe-Schelde, zehn Kilometer westlich von Valenciennes. Umgeben wird Wallers von den Nachbargemeinden Hasnon im Norden, Raismes im Nordosten, Aubry-du-Hainaut und Bellaing im Osten, Haveluy im Südosten, Denain im Süden sowie Hélesmes im Westen. Die Gemeinde besteht aus dem Dorf Wallers, der etwas weiter östlich gelegenen Bergarbeitersiedlung Arenberg und einigen Einzelhöfen.

## Geschichte
Das Gebiet um Wallers war bereits vor über 45.000 Jahren von Menschen bevölkert. Darauf deuten menschliche Spuren in Form von Feuersteinwerkzeugen hin. Wallers wurde vermutlich von den Merowingern gegründet. Seine Blüte erlebte Wallers im 19. und 20. Jahrhundert. In dieser Zeit entstanden zwei Bergwerke sowie Zuckerfabriken, Brauereien, Ziegeleien, eine Email-Fabrik und eine Destillerie. Gleichzeitig stieg die Bevölkerungszahl von 1852 im Jahr 1801 bis auf 7659 im Jahr 1954. An die lange Bergbautradition erinnern neben dem Museum einige Restlöcher und eine alte Abraumhalde.

### Bevölkerungsentwicklung
| Jahr                       | 1962 | 1968 | 1975 | 1982 | 1990 | 1999 | 2009 | 2021 |
| -------------------------- | ---- | ---- | ---- | ---- | ---- | ---- | ---- | ---- |
| Einwohner                  | 7558 | 7508 | 7105 | 6564 | 5862 | 5582 | 5585 | 5598 |
| Quellen: Cassini und INSEE |      |      |      |      |      |      |      |      |

## Sehenswürdigkeiten
- Kirche Sainte-Barbe
- Kirche Saint-Vaast
- Einige Oratorien
- Bergbaumuseum
- Wasserturm

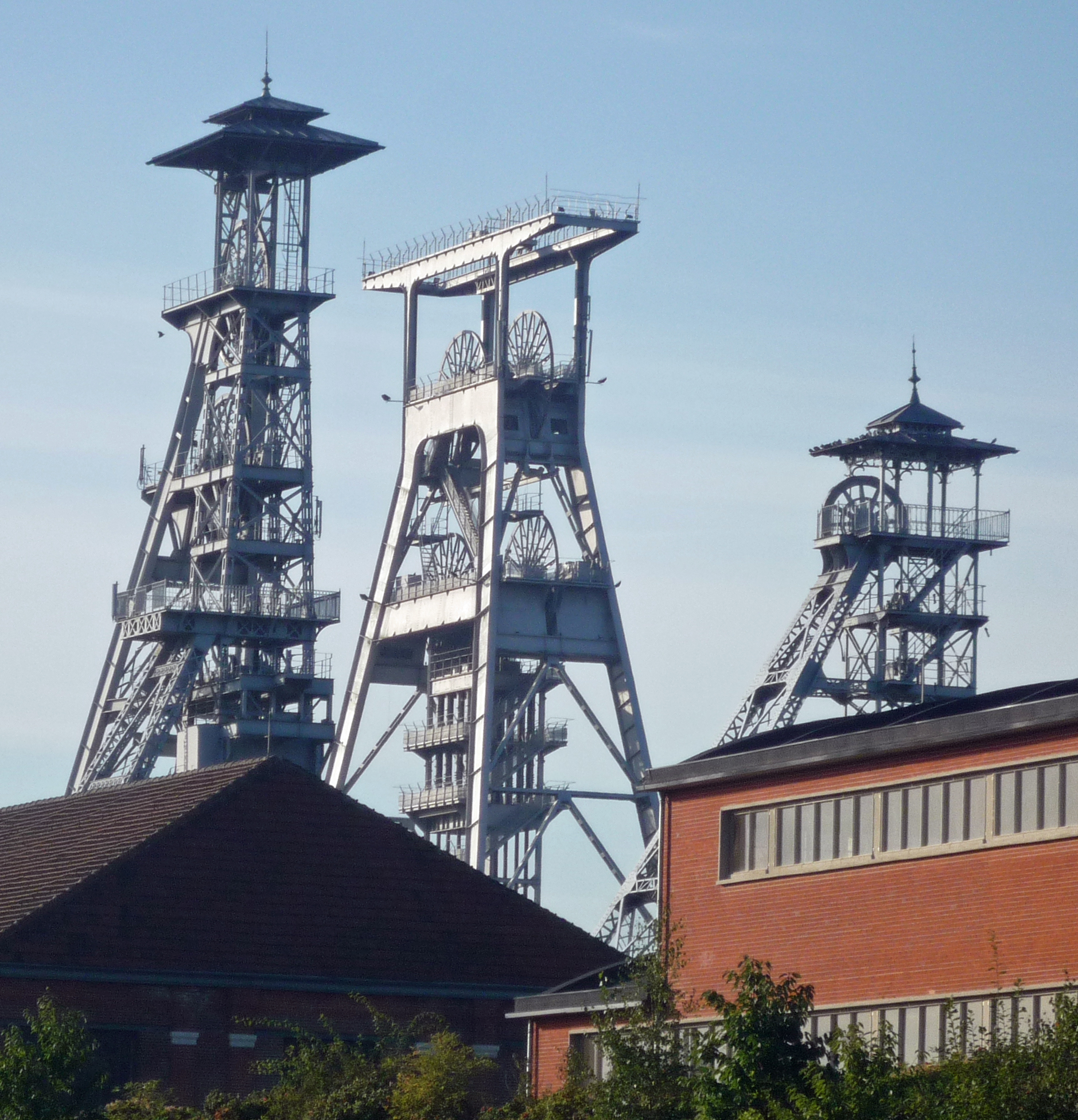
Das 1989 stillgelegte Bergwerk Wallers-Arenberg, als Museum erhalten
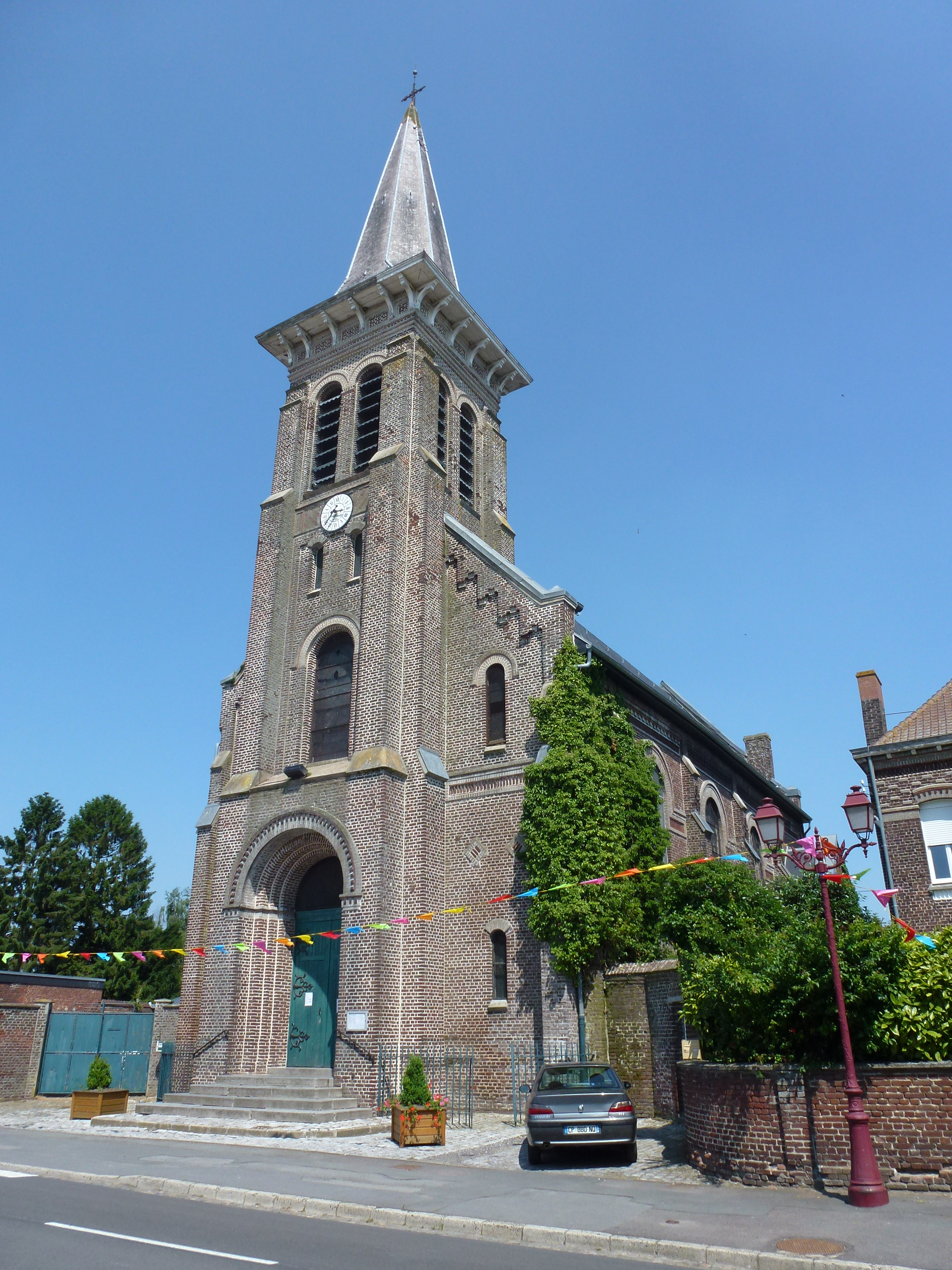
Kirche Sainte-Barbe
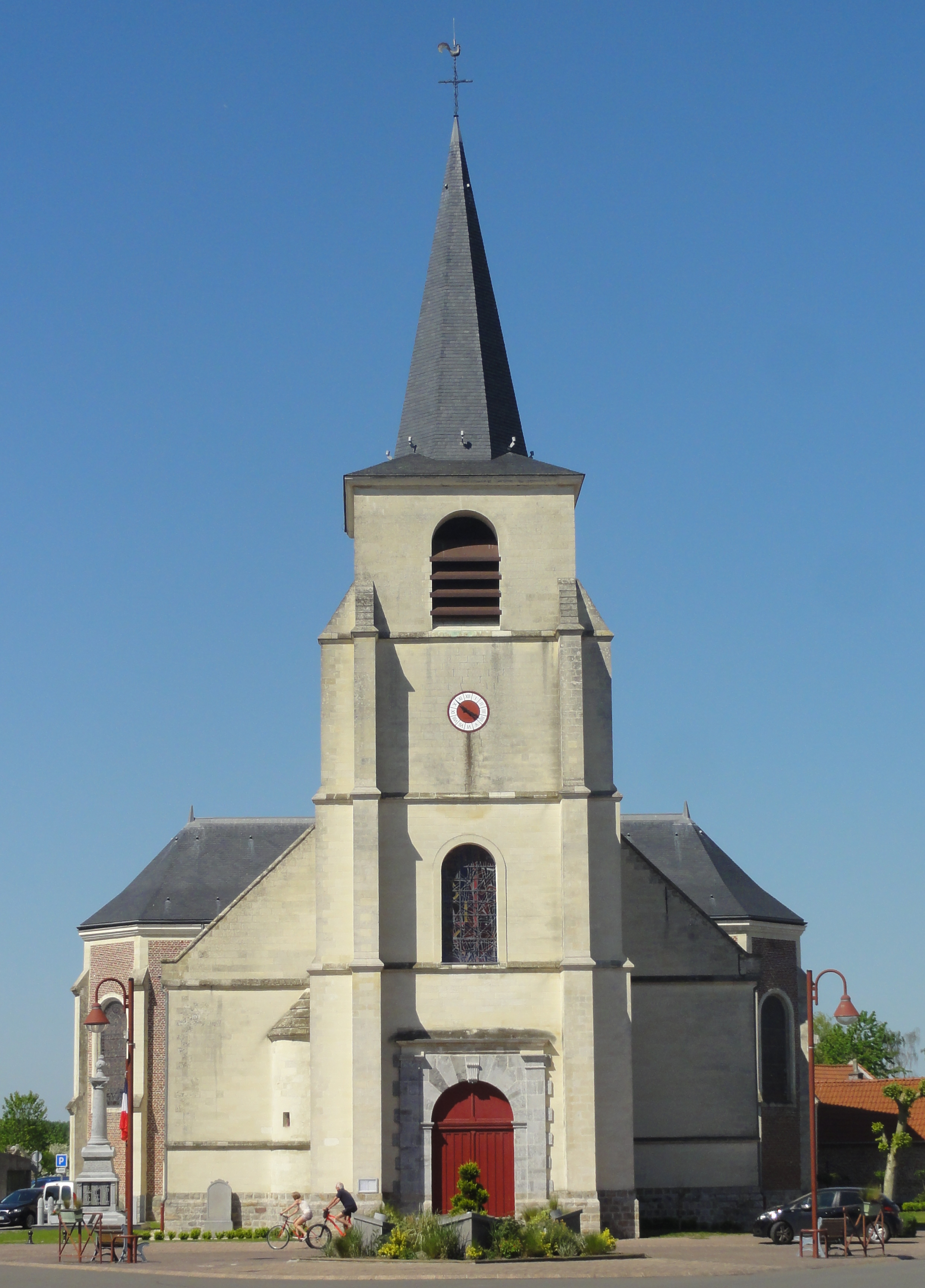
Kirche Saint-Vaast
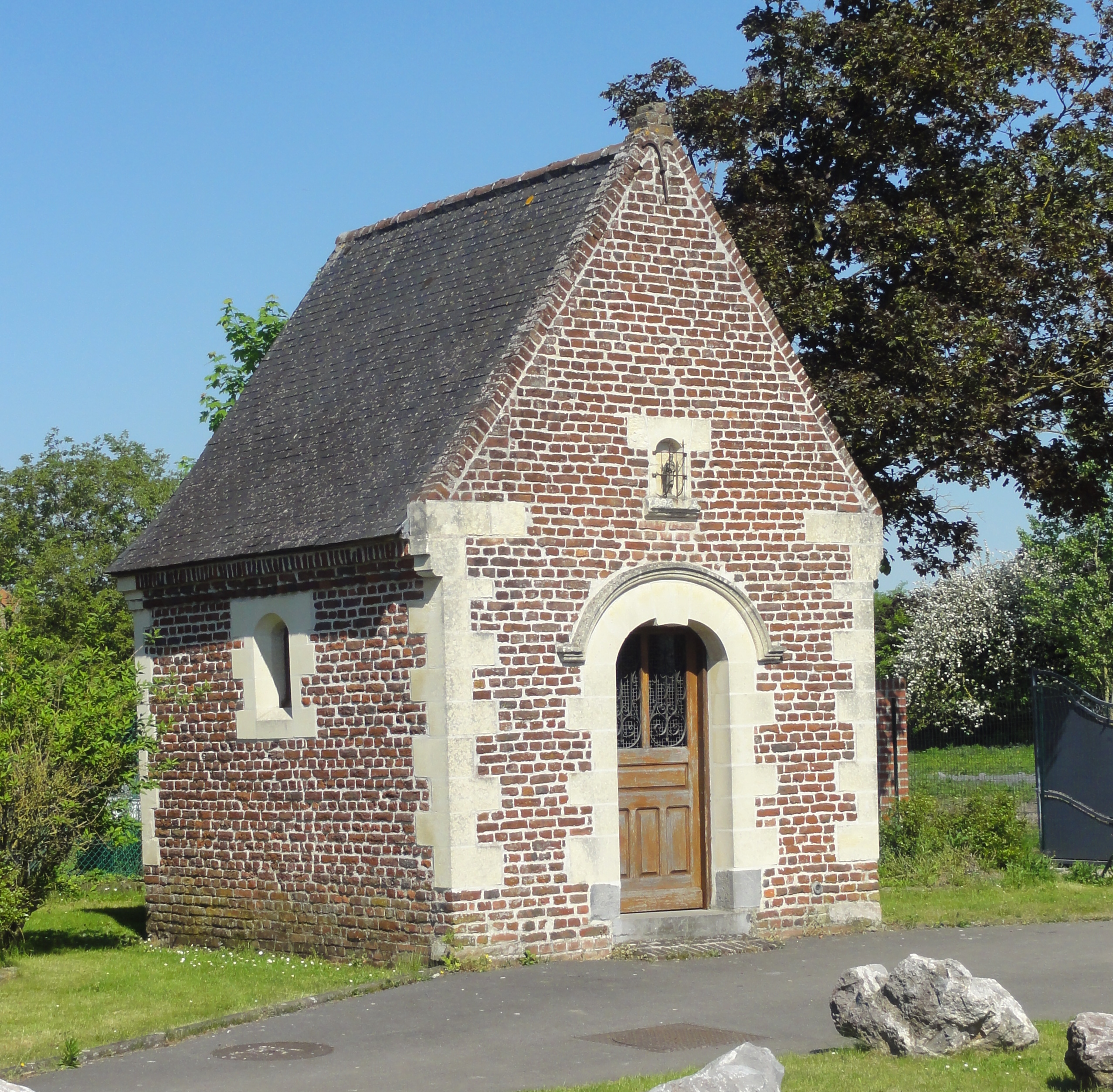
Oratorium Notre-Dame-de-Consolation
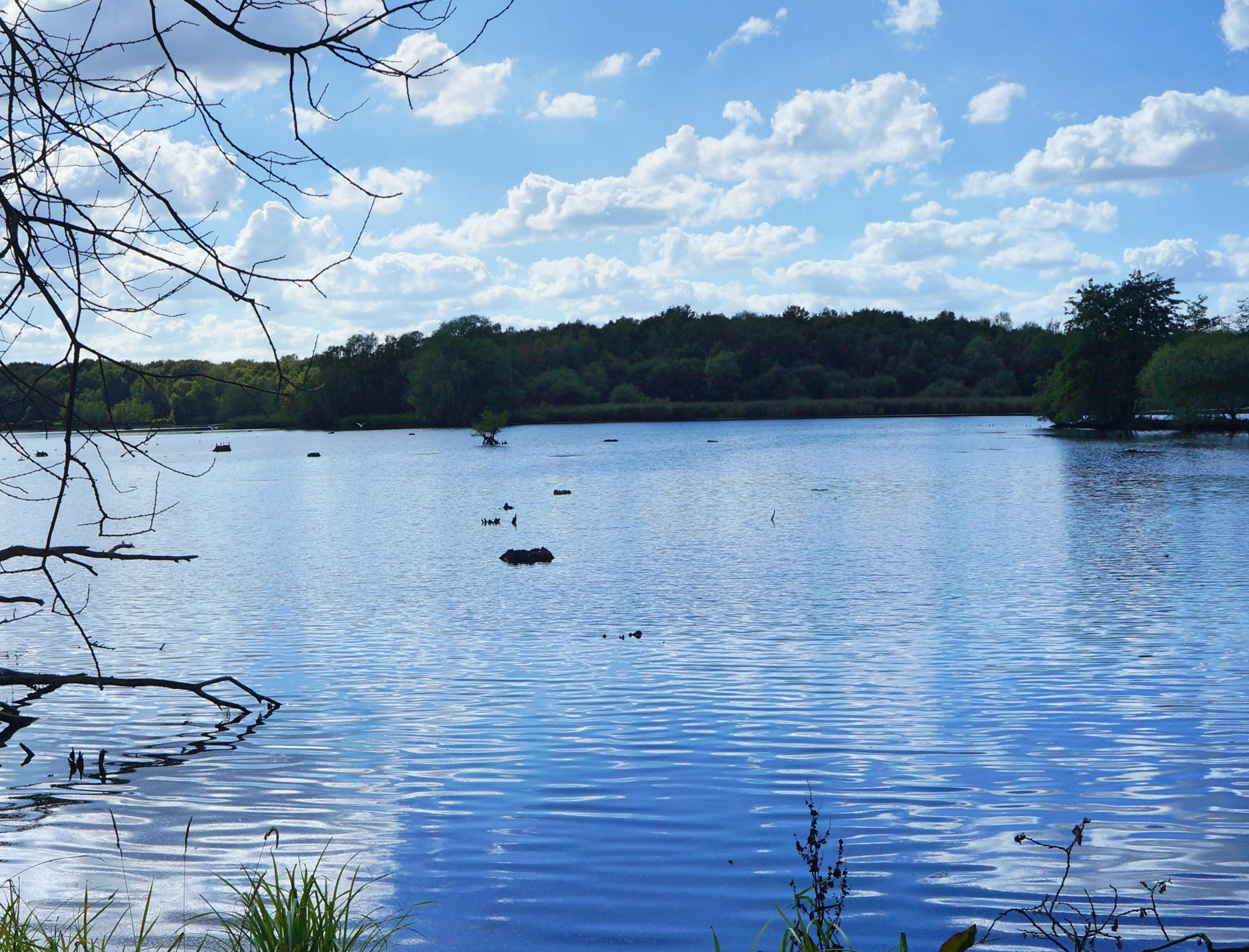
Der See „Mare à Goriaux“ in der Bergbaunachfolgelandschaft
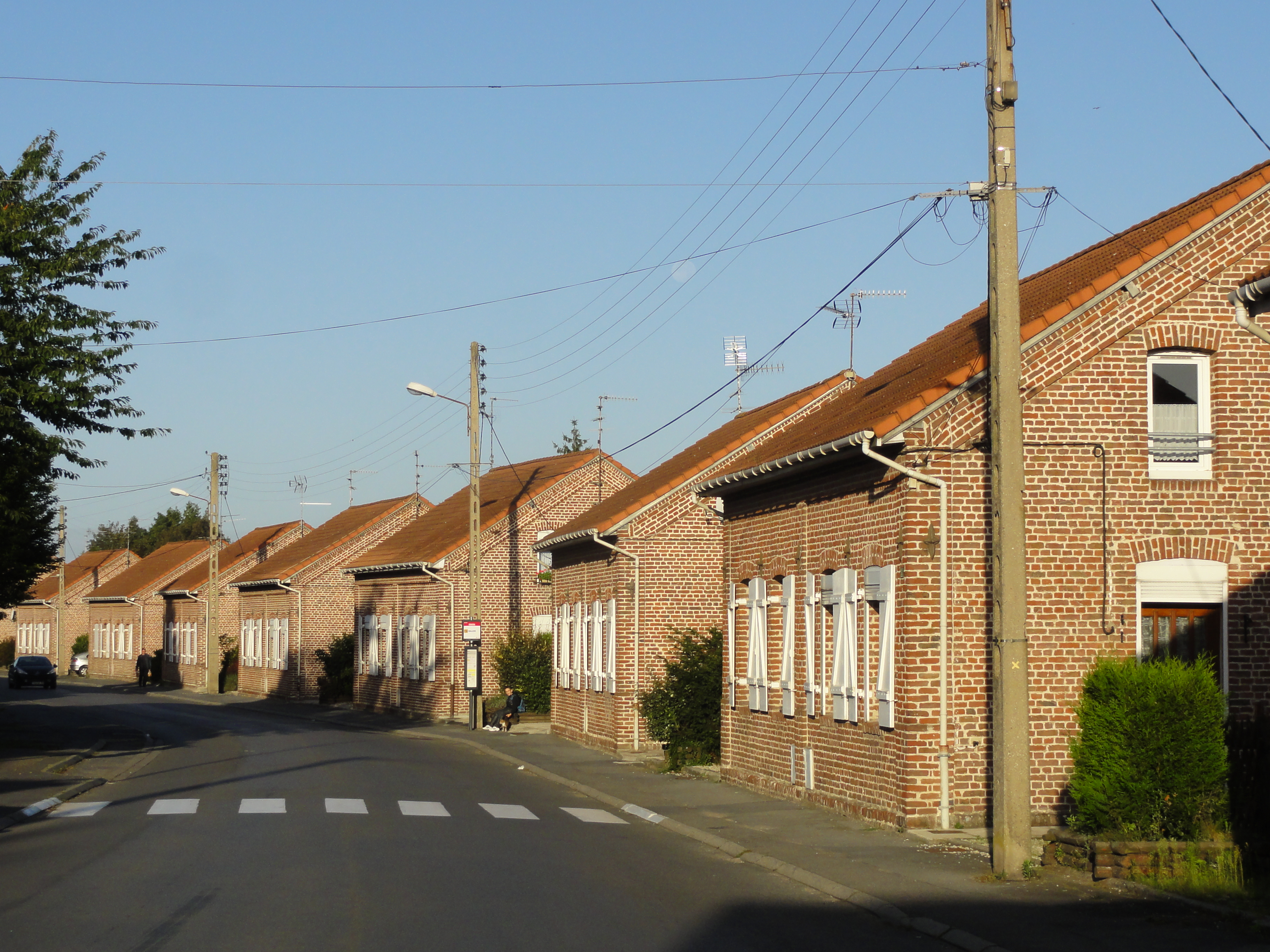
Typische Bergarbeiterhäuser
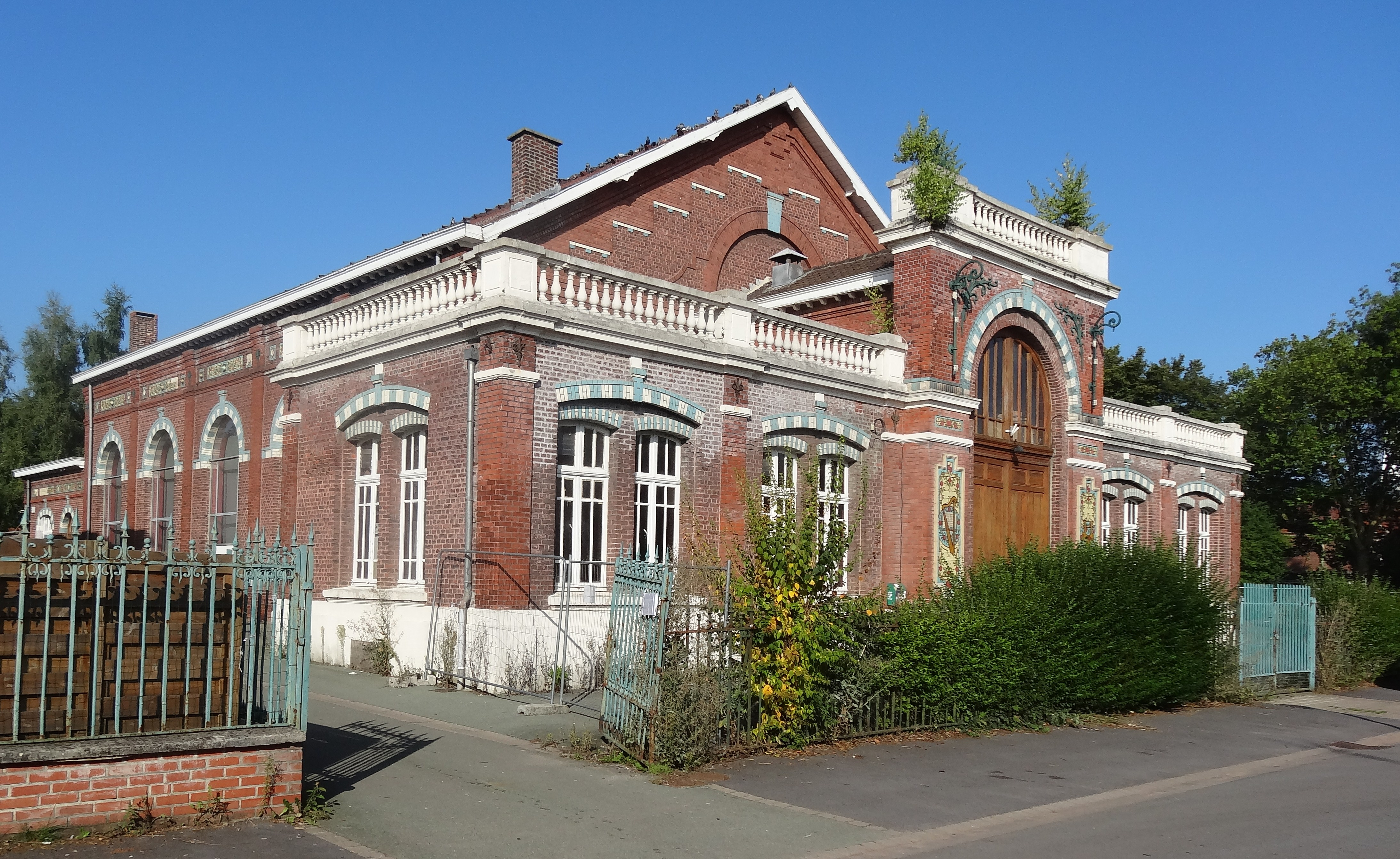
Festhalle
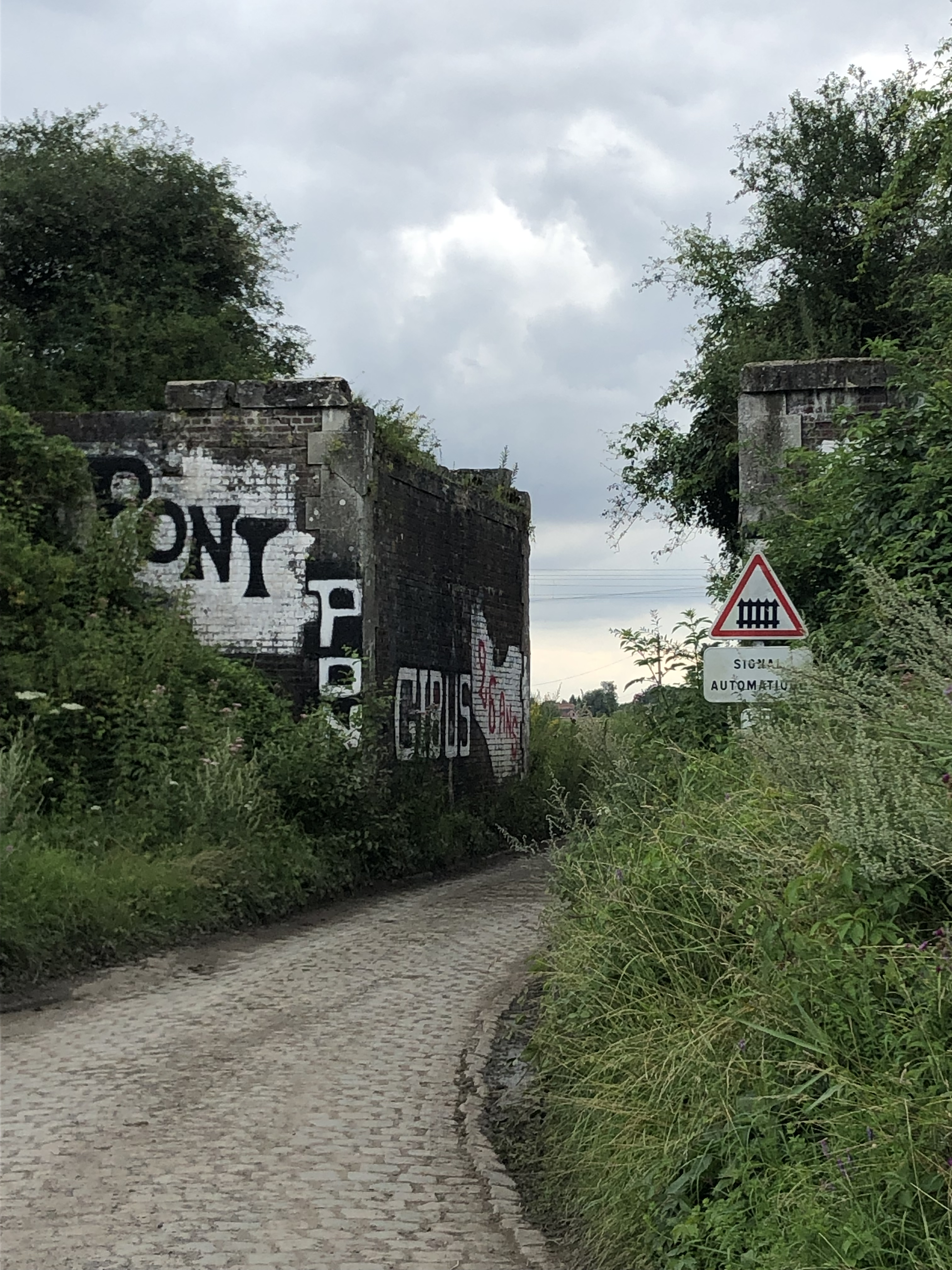
Abschnitt der Kopfsteinpflasterstraße auf dem Radsportklassiker Paris-Roubaix